# Resurrección María de Azkue

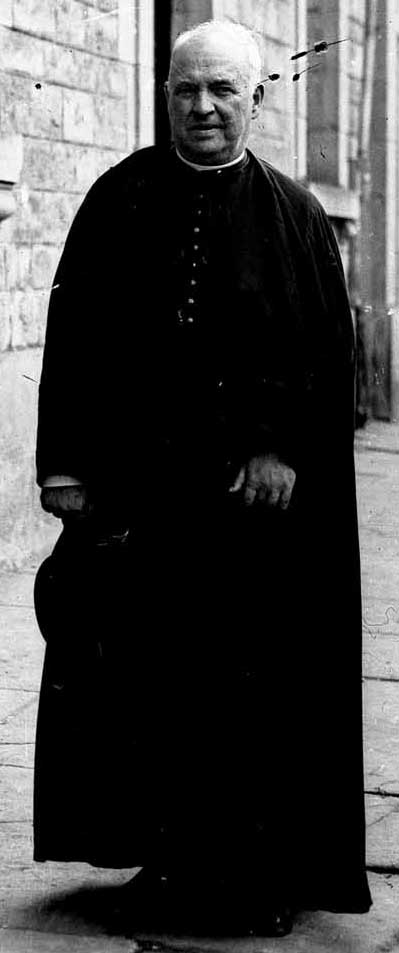
Resurrección María de Azkue (1930)

Resurrección María de Azkue (oft einfach als Azkue angesprochen, * 5. August 1864 in Lekeitio; † 9. November 1951 in Bilbao) war ein baskischer Philologe, Musikwissenschaftler, Komponist und römisch-katholischer Priester.

## Leben und Werk
Resurrección María de Azkue war der Sohn des baskischen Dichters Eusebio María Azkue Barrundia. Er absolvierte sein Studium an der Nautischen Schule seiner Heimatstadt und an der Sekundarschule von Bilbao. Er studierte dann Theologie und Philosophie an den Seminaren von Vitoria und Salamanca und erwarb dort den Titel eines Doktors der Theologie. Außerdem studierte er Musik an der Musikhochschule Köln. 1888 wurde er zum Priester der römisch-katholischen Kirche geweiht, ohne dass er je eine pastorale Aufgabe im engeren Sinn übernommen hat.
Resurrección María de Azkue widmete sich schon in jungen Jahren den Studien des Baskischen und wurde zu einer führenden Autorität auf diesem Gebiet. Er wurde dementsprechend 1927 für den neu eingerichteten Lehrstuhl für Baskische Sprache berufen. Er wirkte nahezu dreißig Jahre als Professor auf diesem Lehrstuhl. Er wirkte auch als Präsident der Academia de Lengua Vasca in Bilbao.
Resurrección María de Azkue komponierte mehrere Zarzuelas, Opern, Oratorien und Kirchenmusik. Er veröffentlichte in 12 Bänden das Cancionero popular vasco (Barcelona 1923–1924) und mehrere folkloristische Studien. Weitere Volkslieder enthält Band IV seiner Euskalerriaren Yakintza, Literatura popular del País Vasco (Barcelona 1947).